# Giuseppe Signori
Giuseppe Signori (Alzano Lombardo, 17 de febrer de 1968) és un exfutbolista italià.
Es formà a les categories inferiors de l'Inter, però el club on passà els seus millors anys fou al SS Lazio (de 1992 a 97) i més tard al Bolonya (1998-2004). Fou un destacat golejador. Fou màxim golejador de la lliga italiana de futbol tres cops, els anys 1993, 1994, i 1996. En total marcà 188 gols a la primera divisió italiana.
Fou internacional amb la selecció italiana en 28 partits, on marcà 7 gols. Disputà la Copa del Món de Futbol de 1994 on participà en dos gols.

## Palmarès
- Màxim golejador de la lliga italiana de futbol: 1992-93, 1993-94, 1995-96
- Guerin d'Oro: 1993
- Premi Gaetano Scirea: 2004